# Mateus Shkreta
Mateus Shkreta (* 16. dubna 1994) je albánský fotbalový útočník a mládežnický reprezentant, který momentálně hraje za albánský klub KS Kastrioti Krujë, kde hostuje z řeckého týmu PAS Giannina. Prošel mládežnickými výběry Sparty Praha a Teplic.
V létě 2013 byl na testech v českém prvoligovém celku FC Vysočina Jihlava, ale neuspěl.